# (11987) Yonematsu
(11987) Yonematsu (1995 VU1) – planetoida z grupy pasa głównego asteroid okrążająca Słońce w ciągu 4,44 lat w średniej odległości 2,7 j.a. Odkryta 15 listopada 1995 roku.